# Beach handball aux Jeux mondiaux
 (août 2025).
Si vous disposez d'ouvrages ou d'articles de référence ou si vous connaissez des sites web de qualité traitant du thème abordé ici, merci de compléter l'article en donnant les références utiles à sa vérifiabilité et en les liant à la section « Notes et références ».
Les tournois de beach handball aux Jeux mondiaux font leur première apparition aux Jeux de 2001 (en) en tant que sport de démonstration puis aux Jeux de 2013 en tant que sport officiel.

## Tournoi masculin
| 2001 (en) (démonstration) | Akita      | Biélorussie | 2 – 1 | Espagne | Brésil  | 2 – 1 | Iran       |
| 2005 (de) (démonstration) | Duisbourg  | Russie      | 2 – 0 | Espagne | Croatie | 2 – 1 | Allemagne  |
| 2009 (démonstration)      | Kaohsiung  | Brésil      | 2 – 0 | Hongrie | Croatie | 2 – 0 | Oman       |
| 2013                      | Cali       | Brésil      | 2 – 0 | Russie  | Croatie | 2 – 1 | Qatar      |
| 2017                      | Wrocław    | Brésil      | 2 – 1 | Croatie | Qatar   | 2 – 1 | Hongrie    |
| 2022                      | Birmingham | Croatie     | 2 – 1 | Qatar   | Brésil  | 2 – 0 | États-Unis |
| 2025                      | Chengdu    | inconnu     | . – . | inconnu | inconnu | . – . | inconnu    |

## Tournoi féminin
| 2001 (en) (démonstration) | Akita      | Ukraine   | 2 – 1 | Allemagne | Brésil    | 2 – 0 | Japon          |
| 2005 (de) (démonstration) | Duisbourg  | Brésil    | 2 – 0 | Hongrie   | Turquie   | 2 – 0 | Croatie        |
| 2009 (démonstration)      | Kaohsiung  | Italie    | 2 – 1 | Croatie   | Brésil    | 2 – 0 | Macédoine      |
| 2013                      | Cali       | Brésil    | 2 – 1 | Hongrie   | Norvège   | 2 – 0 | Taipei chinois |
| 2017                      | Wrocław    | Brésil    | 2 – 0 | Argentine | Espagne   | 2 – 1 | Norvège        |
| 2022                      | Birmingham | Allemagne | 2 – 0 | Norvège   | Argentine | 2 – 0 | États-Unis     |
| 2025                      | Chengdu    | inconnu   | . – . | inconnu   | inconnu   | . – . | inconnu        |